# Belén kommun, Honduras
Belén är en kommun i Honduras.   Den ligger i departementet Departamento de Lempira, i den västra delen av landet, 150 km väster om huvudstaden Tegucigalpa. Antalet invånare är 4 344. Arean är 198 kvadratkilometer.
Terrängen i Belén är huvudsakligen kuperad, men österut är den bergig.